# Willi Marquardt

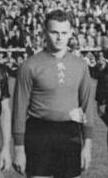
Willi Marquardt (1956)

Willi Marquardt (* 16. September 1932; † 28. November 2017 in Berlin) war Fußballtorwart u. a. in Babelsberg, Aue und beim SC Dynamo Berlin und stand einmal in der Fußballnationalmannschaft der DDR.

## Sportliche Laufbahn
Willi Marquardt gab sein Debüt in der Oberliga mit 21 Jahren bei der BSG Rotation Babelsberg, einer der Gründungsgemeinschaften der höchsten ostdeutschen Fußballklasse. Für die Filmstädter stand er zwischen 1954 und 1957 von den insgesamt 65 Oberligaspielen 59 Mal im Tor. Am 19. September 1956 bestritt er im damaligen Karl-Marx-Stadt (heute Chemnitz) gegen Indonesien beim 3:1-Sieg seinen einzigen A-Länderspieleinsatz für die DDR. Die FUWO schrieb in ihrer damaligen Ausgabe in der Einzelkritik: „Der junge Babelsberger Torhüter rechtfertigte insgesamt durchaus seine erstmalige Berufung in die A-Mannschaft. Er war im Allgemeinen fangsicher, bis auf eine Ausnahme auch richtig distanzierend. … In einigen Situationen kein hundertprozentiges Verständnis mit Schoen. Einmal prallten beide unnötigerweise zusammen. Am Tor schuldlos.“
Marquardt kam in der Folgezeit in der A-Nationalmannschaft am erfahreneren Spickenagel nicht vorbei. Vor seinem A-Länderspiel hatte Marquardt bereits viermal im Tor der B-Nationalmannschaft gestanden, später kamen noch weitere sechs Spiele hinzu.
Um sich weiterzuentwickeln wechselte er zu Beginn der Spielzeit 1957 zum amtierenden DDR-Fußballmeister SC Wismut Karl-Marx-Stadt, der seine Spiele im Auer Otto-Grotewohl-Stadion austrug. Dort wurde er jedoch nur in zwei Oberligaspielen im Dezember 1957 eingesetzt, da ihm Klaus Thiele als Stammtorhüter vorgezogen wurde. Auch 1957 wurde der SC Wismut wieder DDR-Meister, und mit seinen beiden Einsätzen konnte sich auch Willi Marquardt als Fußballmeister bezeichnen.
Nach der Enttäuschung bei Wismut wechselte er Ende 1957 zum Oberligisten SC Dynamo Berlin, wo er den 31-jährigen Heinz Klemm als Stammtorwart ablöste. 1959 nahm er erfolgreich Revanche gegenüber seinem ehemaligen Klub Wismut Karl-Marx-Stadt, als er nach einem 3:2-Sieg über Wismut mit der Dynamo-Mannschaft den DDR-Fußballpokal gewann. Zwischen 1958 und 1964 bestritt er noch weitere 112 Oberliga-Spiele, sodass er insgesamt auf 173 Punktspiele in der höchsten DDR-Fußballklasse kam. Bis 1968 spielte Marquardt noch in der Reserve-Mannschaft des SC-Nachfolgers BFC Dynamo, mit der er 1967 die Berliner Stadtliga-Meisterschaft gewann. Seine aktive Laufbahn beendete er anschließend bei der SG Lichtenberg 47.